# Zapadni dijalekt
Zapadni dijalekt također poznat kao mlađi ikavski, odnosno ikavski dijalekt je novoštokavski dijalekt hrvatskoga jezika i najrasprostranjeniji je među Hrvatima od sva četiri hrvatska zapadnoštokavska dijalekta štokavskoga narječja. Ovim dijalektom apsolutnom većinom govore Hrvati a uz njih rabi ga i manji dio Bošnjaka u zapadnoj Bosni, drugi narodi u načelu ne rabe ovaj dijalekt kojeg ponajprije karakterizira ikavski refleks glasa jat te izuzetno velika bliskost s južnočakavskim dijalektom čakavskoga narječja.

### Rasprostranjenost
Zapadnim dijalektom govori se na širokom području Hrvatske od Gorskoga kotara (Mrkopalj,Lič) na zapadu, pa preko čitavog podvelebitskog primorja (Sveti Juraj, Karlobag) i zapadne Like (Gospić, Lovinac, Udbina) te prema jugoistoku u večem dijelu unutarnje Dalmacije na potezu od Starigrada preko Drniša i Sinja pa sve do Metkovića na jugu. Uz spomenute krajeve govore zapadnoga dijalekta nalazimo u nekoliko naselja na području nekih otoka, (Korčula-Račišće), (Hvar-Sućuraj), (Braču-Sumartin), (Šolta-Maslinica), (Pag-(Dinjiška i Vlašići). 
Osim u spomenutim krajevima ovaj dijalekt rabi se i na dijelu Korduna oko (Cetingrada) te ponešto u Slavoniji.
Zapadnim dijalektom govori se i u znatnom dijelu Bosne i Hercegovine i to prvenstveno među Hrvatima i manjim dijelom Bošnjacima na crti zapadno od rijeka Bosne, Fojnice i Neretve (zapadna Hercegovina, dio južne Bosne, područje srednje Bosne od Jajca i zone sjeverno od Travnika i Zenice do Žepća, potom oko Dervente, Bihaća, u nizu malih oaza kroz čitavu Bosansku krajinu).
I drugdje u inozemstvu među hrvatskim zajednicama također nalazimo govore zapadnoga dijalekta a ima ih među Gradišćanskim Hrvatima u Austrijskom južnom Gradišću, na sjeveru srbijanske pokrajine Vojvodine gdje ga rabe Hrvati Bunjevci te u Talijanskoj pokrajini Molise gdje se rabi s čakavskom mješavinom među Moliškim Hrvatima.
Dijalekt je srodan jugozapadno istarskom dijalektu te starošćakavskom slavonskom.

### Osobine zapadnoga dijalekta
Glavno vokalno obilježje zapadnoga dijalekta njegov je ikavski refleks jata. To će reći da (i) među govornicima ovoga dijalekta dolazi primjeri; (kaobesida, bičva, bidan, bis, bižat, Blagovist, brig, brimenit, brist, bubrig, cidit, cipat, civanica, crivo, cvit, Cvitna nedilja, čovik, dilo, dite, donit, grij, grijat, klišća / klišta, lik, linost, lipo, lito, livi, mira, misec, misto, mliko, mriža, nevista, njidra, onimit, oždribit, pisma, pivac, potriba, rič, rika, rizat, sikira, silo, slizena, smij, snig, srida, stina, strila, svića, svit, time, tribat, triska, triznost, vičan, vinčanica, vištica, vrića, zrit, zvirkat, zvizda, živit, žlib itd). 
Međutim, dolaze i ekavizmi kao železo, cesta ili testa, breza, zenica, ovde, obe, eventualno i pokoji jekavizam (sijeno uz sino). U primjerima kao oraj, oras ili ora "orah" jat je dao a. A je dobiveno i u primjeru praska "breskva". 
Vjerojatno je da je ikavski refleks jata dobiven od zapadnoštokavskoga diftonškog jata. Takvo stanje uglavnom nalazimo i drugdje u zapadnom dijalektu, s time da je najviše iznimki od ikavskog refleksa jata u zapadnoj Bosni i u Lici. Zato se može pomisliti da ikavska zamjena zapadnoštokavskoga diftonškog jata nije na tim terenima provedena dosljedno kao drugdje na ikavskim terenima.

Nekadanji poluglasovi (dakle novije šwa) redovito su davali a (danas, san, vas "sav", dan itd.), no u primjerima kao pasa G jd., sani "snovi", šavi "šavovi" vokaliziran je poluglas u slabu položaju, kao u čakavaca. Među moliškim Hrvatima dolazi i malin "mlin", ponegdje i kadi "gdje". Na mnogim područjima a od šwa, kao i svaki drugi a, vrlo su zatvoreni.
Stražnji nazal redovito je davao u (put, zub, subota); isti je rezultat dobiven i od samoglasnoga l: sunce, žut, jabuka. Tako je svagdje u novoštokavskom ikavskom dijalektu.

Prednji nazal redovito je prelazio u e (npr. meso, pet, greda, jezik), no bilježimo i a, npr. žavica "žalac" u Otoku kod Sinja, prijat "primiti", zajat "posuditi", jačmak "ječam" u Imotskoj krajini i Bekiji, jačmik u Klisu, jačmer u Mratovu (Promina) itd. Svakako primjeri s a, koji dolaze i u Trnovcu u Lici, u Grudama i Vitini u zapadnoj Hercegovini, u Guberu kod Livna itd., govore o bliskosti tih štokavaca s čakavcima u kojih prijelaza prednjeg nazala u a ima osjetno više.

Neki hrvatski govori (npr. govori moliških Hrvata, Bošnjaka u Donjoj Rami, kao i idiomi brojnih čakavaca) karakterizirani su promjenom ra u re pa imaju primjere tipa krest, rest, rebac ili repac "vrabac". Rest npr. dolazi u Primorskom Dolcu sjeverno od Kaštela, u Sinju (Čekaj, magere, dok trava nareste), u Otoku, a i rebac je dobro zastupljeno u govorima Dalmatinske zagore. Krast dolazi na dalmatinskom kopnu (Makarsko primorje, Klis, Nin, Imotski, Opuzen itd.), u većem dijelu Rame, u Hercegovini i jugozapadnoj Bosni, u Derventi, Lici i u senjskom zaleđu. Sjevernije u Bosni i u bačkih Bunjevaca e se obično javlja samo u vrebac.
Primjeri tipa greb i greblje također su dobro potvrđeni. Npr. u Otoku kod Sinja zabilježeno je Jednon nogon u grebu, a i u Imotskoj krajini i Bekiji svagdje je greb, u Sinju dubletno grop ili grep. Osim u tih štokavaca, prijelaz ro u re jače je ili slabije zastupljen i u jugoistočnih čakavaca, također u još nekih štokavaca, osobito u zapadnoj Hercegovini.

Vokalne redukcije u Dalmatinskoj zagori vrlo su česte. Npr. reducira se i u Gali u Cetinskoj krajini, u Otoku, u Lovreću i Rašćanima u Imotskoj krajini ili u Badnju kod Drniša (govedna). Vokal e reducira se u Brnazama (Loš jon se piše), u Lovreću (Ka te klepnen, sve š zvizde pobrojit) ili u Sinju (vrteno). O se reducira u Gali u Cetinskoj krajini, u Brnazama, u Otoku (Bićeš mirnija nek teletija majka) ili u Kotezima kod Vrgorca (vaki). Primjere redukcije u nalazimo rijetko (npr. u Sinju), a češće primjere redukcije a, npr. u Runoviću (Iđen kud me noge nose) ili u Badnju kod Drniša (Merika). Takve vokalne redukcije česte su osobito u sjevernijim bosanskim predjelima, a i u Rami dolazi npr. slobođenje "oslobođenje" itd. Među moliškim Hrvatima javlja se reduciranje ili otpadanje starih kratkih dočetnih vokala.
Također se vokali često zamjenjuju: npr. prijetelj (Badanj), džigarica (Imotska krajina), općena "općina" (Perković), večara (Jabuka kod Sinja), livoda (Sebišina kod Imotskog), pulicija (Imotska krajina), zabiližit "zabilježiti" (Imotska krajina) itd. Takvih primjera ima mnogo i izvan Dalmatinske zagore, npr. u okolici Dervente večara, rašeto, panediljak, subata, na području Rame dosadišnji, dimljičar, livoda, čorapa, katulik i sl.
Djelovanje nazala vrlo je izrazito u primjerima kao un – una – uno (Rašćane Gornje u Imotskoj krajini), nuga, nus, kunj (Lišane Ostrovičke) itd. Takvi su primjeri relativno rjeđi u drugih ikavaca novoštokavaca, no ipak su česti u zapadnoj Hercegovini.
U konsonantizmu govora Dalmatinske zagore važna je značajka đ kao reflekspraslavenskoga d' (pređa, svađa, žeđa), ali se javlja i j (dosta često mejaš, zatim omejašit, uglavnom redovito gospoja, tu i tamo prejica). Primjeri s j govore o bliskosti tih štokavaca s čakavcima, a i s mnogim kajkavcima. Ikavci novoštokavci ponegdje drugdje imaju j npr. češće nego u Dalmatinskoj zagori, npr. u Rami, u dolinama Vrbasa i Lašve, ponegdje ga pak uopće nemaju. Također dolazi npr. možđani / moždani, zvižđat / zviždat. Naravno, jedni su primjeri šćakavski, drugi štakavski.

Novoštokavski ikavski dijalekt je i šćakavski (npr. šćap, pušća) i štakavski (klišta, gušterica) tako da se po toj značajci dijeli na dva poddijalekta. Takva podjela postoji i u Dalmatinskoj zagori. Ugrubo govoreći, šćakavski su govori u Dalmaciji između Cetine i Neretve te u štokavaca na otocima, u Bosni od Livna i Tomislavgrada do gornjeg Vrbasa i srednjeg toka Bosne, oko Dervente, u Bosanskoj krajini, u Slavoniji (Vuka, Široko Polje, Punitovci, Dragotin). Štakavska je zapadna Hercegovina, Dalmacija zapadno od Cetine, Lika i Bačka. Uz to su štakavski Opuzen, Lič u Gorskom kotaru, Molise. Gledano preciznije, pokazuje se da u Otoku kod Sinja i u Sinju dolazi i št i šć, slično je i u Grudama u zapadnoj Hercegovini, dok je Čitluk šćakavski. Granica na zapadnohercegovačko – dalmatinskom području teče od Raške Gore na Neretvi preko Čabulje do Vranića i Gruda, zatim između Drinovaca i Ružića do brda Milina zasida odakle se spušta na podnožje Biokova između Rašćana i Kozice. Kako se zna, Makarsko primorje je šćakavsko, isto tako i Imotska krajina. U zapadnoj Bosni dolaze i štakavizmi.

Fonem f uglavnom ne dolazi u rečenom dijalektu (osim u bošnjačkim govorima) ili je ograničen na tuđice i onomatopeje. Dosta je rijetko ufat se, češće uvat se, k tomu se kaže npr. frigat, fažol, fumar, karanfil,šofer, flaša itd. Zamjenama se dobiva npr. venjer, vuštan, vabrika, šuvit ili prigat, Pilip i pratar. F je relativno frekventno u moliških Hrvata, u bačkih Bunjevaca, u Mrkoplju, u Ninu, u Sućurju i u Sumartinu.
Fonem h izgubljen je ili rijedak uglavnom svagdje, a prelazi obično u v, j i k. Primjeri bi bili rast "hrast", ajduk, gra, maovina, Duovi, duvan, kruv, gluv, mijur, grij, siromak, oraknjača. Fonem h dolazi često u moliških Hrvata, također u Sumartinu i u bačkih Bunjevaca. Bošnjaci uglavnom redovito imaju oslabjeli izgovor h.

Pretežno se dž čuva (npr. džep), ali uz česte prijelaze u ž u primjerima kao žep ili sržba. Na jugozapadu Imotske krajine dž prelazi u đ, a tako je i ponegdje drugdje (Opuzen, Molise, senjsko zaleđe, Nin itd; uglavnom redovito u Bošnjaka). Uglavnom dolazi do izjednačenja afrikata č i ć u njihovoj srednjoj vrijednosti, pogotovo u ima u Dalmatinskoj zagori (Primorski Dolac). Dalmatinska zagora svagdje ima cr-, a čuvanjem čr- izdvajaju se moliški Hrvati, donekle i Sunger u Gorskom kotaru.
Zvučnost na kraju riječi uglavnom se zadržava, ali se i djelomično gubi; obezvučenost na kraju riječi značajka je govora Sinja i okolice (dit "djed"), zaseoka Mrnjavci u Lovreću, česta je u govoru Badnja kod Drniša (noš), a i u Perkoviću (kriš) i u Jabuci kod Sinja (grep "grob"). Djelomično gubljenje zvučnosti na kraju riječi dolazi u moliških Hrvata, u zapadnoj Hercegovini i u Opuzenu. Drežnica (Bošnjaci) u Hercegovini gubi zvučnost na kraju riječi, kao i mnogi drugi govori u Bosni i Hercegovini.
U primjerima kao more "može" uglavnom je svagdje došlo do prijelaza ž u r, jedino se ponegdje javljaju dubletni oblici kao može u Otoku, a i u Imotskoj krajini i Bekiji mogućnosti su razne, npr. ne mogu, ne mežen, ne moren. Npr. u okolici Dervente dolazi moremo, no bački Bunjevci imaju ž nepromijenjeno. R dolazi i u jerbo.
Redovito se javlja doć, poć i slično, rjeđe dođe, pođe i slično. I izvan Dalmatinske zagore čest je odnos nać, najde, doć, dojdem, a osim toga javlja se i doć, doješ ili slično.
Nova jotacija nije dosljedno izvedena, a osobito su primjeri kao rod(i)jak i net(i)jak česti. Zna biti tako i izvan Dalmatinske zagore, i to ne samo rodijak nego i npr. diviji "divlji", kravje "kravlje" itd.
Po Liscu, dijalekt se sastoji od dva poddijalekta u ovisnosti u refleksiji skupa šća (št'a) i šta.
Govor je povijesno vezan s čakavskim dijalektima (pogotovo južnočakavskim) na čija se područja i širio.

### Primjer uporabe zapadnoga dijalekta
Kao primjer govora Imotske krajine u prevodilačkoj književnosti navodim jedan sonet talijanskog pjesnika Giuseppea Gioachina Bellija (Rim, 1791 – Rim, 1863) u prepjevu Mate Marasa:
Ruke k sebi, govno prigriza
Ajme, budalaša! Svaki put me šćine.
Guzica mi nije slama da se drpa,
nego mlado meso; neman ni kombine,
sve što nosin to je malo litnji' krpa.
Labrcaj šta oćeš, da san vaka-naka,
ali ruke k sebi. Stoj, da nisi rišća!
Po napasnin rukan pozna' ćeš divljaka,
a tvoji su nokti gori nego klišća.
Vice, stani, kad ti kažen, stani, Vice!
Nazad! Ako si mekotu begenisa,
ajde pripipavat guzove u Ice.
Pušćaj, zvirota! Iskopa' ću ti oko!
Urazumi se, dok nisi ovarisa.
Bože me slobodi! Vrat slomijo, stoko!
Naravno, iz prepjeva vidimo mnoge značajke govora Imotske krajine (ikavizam, šćakavizam itd.), no potrebno je dodati rječnik: šćinit "uštipnuti"; drpati "hvatati i čupati; navlačiti koga"; labrcat "blebetati"; rišćat "usuditi se"; mekota "mlitavo meso"; begenisat "odabrati"; zvirota "zvjerast čovjek"; ovarisat "nastradati".
Razumije se, bilo bi moguće navesti i mnogo drugih književnih tekstova napisanih na temelju govora novoštokavskog ikavskog dijalekta. Očito je npr. da bi i pjesme Vinka Nikolića iz zbirke Moj grad, a i neke druge njegove pjesme napisane šibenskim govorom, ulazile u taj kontekst.
Sve u svemu, govori Dalmatinske zagore tipični su hrvatski idiomi štokavskoga narječja, ali sa značajkama u kojih uz štokavizme nalazimo i niz čakavizama. Ti govori su, dakle, bliski čakavštini, a to je i naravno kad se zna da su dugo proveli u užem govornom dodiru. Naravno, i drugi govori zapadnoga dijalekta tipični su hrvatski štokavski idiomi,

### Razvitak
Zapadni dijalekt je rubni dijalekt zapadnoštokavskog narječja. Dominatan refleks jata je ikavski, a u prošlosti je prvenstveno bio srodan čakavskim dijalektima, prvenstveno južnočakavskom dijalektu s kojim je granica bila nejasna (tako da su se npr. Makarskoprimorski govori mogli opisati kao šćakavsko-čakavski), a većina isoglosa obuhvaćala velike površine i govore ovog dijalekta, te ostalim zapadnoštokavskim dijalektima, prvenstveno neretvanskom (ili istočno neretvansko-pelješkom) ikavsko-jekavskom štakavskom, koji se nalazio na istočnoj obali Neretve i Pelješu (otprilike područje Stonske biskupije i zapadnih djelova Trebinjske), a njegov šćakavski poddijalekt i s istočnobosanskim i slavonskim, pogotovo njegovim posavskim (ikavskim) poddijalektom.

U prošlosti je tu bila riječ o 5 različitih ikavskih dijalekta;
- 2 štakavska (zapadnohumski i biokovsko-cetinski, gdje se razvila novoštokavica) i
- 2 šćakavska (livanjsko-vrbaski i makarsko-primorski), pri čemu neki (I.Lukežić) lingvisti navode još i 5. (sjeverozapadno bosanski) kojeg izdvajaju iz livanjsko-vrbaskog, a broj šćakavskih onda povećavaju na 3

Lisac navodi i sljedeće razlike krečući se od mora u unutrašnjost, poglavito posvećene refleksu šća(št'a)/šta i prelasku dočetnog/završnog -l u prvom licu jednine u -a ili -o;

- refleks šća i prelazak dočetnog -l u -a u Makarskom primorju (gdje je nekoć bio Makarsko-primorski dijalekt)
- refleks šta i prelazak dočetnog -l u -a oko Ljubuškog (gdje su nekoć bili Biokovsko-cetinski, koji je sada u JZ istri i jug Zapadnohumskog)
- refleks šta i prelazak dočetnog -l u -o oko Mostara (to je sjever Zapadnohumskog, od tuda su dalmatinski, lički i bački Bunjevci)
- refleks šća i prelazak dočetnog -l u  -o (to su Livanjsko-vrbaski govori, koji su se npr. kasnije proširili do Dervente)

Prijelaz dočetnog -l u -a ili -o su raspodijeljeni po isoglosi unutar zapadnohumskog pri čemu se nastavak na -a smatra "adrijanizmom", odnosno pojavom koja se obično događala bliže Jadranskom moru.

Ti dijalekti su se u turskim migracijama ujednačili i napravili jedan dijalekt (iako sa štakavskim i šćakavskim poddijalektom).

U Turskim migracijama su govornici ovog dijalekta napustili velike prostore na zapadu današnje BiH, te su na tim prostorima ostale samo rijetke enklave, ali su se zato proširili na nekoć čakavska područja zapadne Like, južnog Gorskog kotara, sjeverne Dalmacije (prvenstveno Zagore), pojedine enklave u Slavoniji (oko Vuke) i Bosanskoj Posavini (oko Dervente) te na sjever Bačke (bunjevci). Također, čakavizirani govori ovog narječja su u jugozapadnoj istri (zapadnohumski i cetinsko-biokovski) stvorili novi dijalekt jugozapadni_istarski_dijalekt.

Značajna je i veza prema slavonskom dijalektu, pogotovo njegovim posavskom (ikavski) i podunavskom (ikavsko-ekavki) poddijalektima.
Ovaj dijalekt karakterizira ikavski refleks jata (originalno nastao jačanjem prvog dijela iz dvoglasa ie), prijelaz poluglasa u a, a samoglasnog -l i stražnjeg nazala u -u.
Dijalekt se danas obično dijeli na štakavski i šćakavski poddijalekt.

## Vanjske poveznice
- Kolo  Arhivirana inačica izvorne stranice od 23. kolovoza 2007. (Wayback Machine) Josip Lisac: Proučavanja hrvatskih štokavskih organskih idioma
- Iva Lukežić, "Čakavsko u štokavskom govoru Imotske krajine", Čakavska rič, XXXI, 2003, 1-2, 5-25.
- Mira Menac – Mihalić, Frazeologija novoštokavskih ikavskih govora u Hrvatskoj, Zagreb, 2005.
- Ante Sekulić, Rječnik govora bačkih Hrvata, Zagreb, 2005.
- Josip Lisac:  Moliškohrvatski govori i novoštokavski ikavski dijalekt  Arhivirana inačica izvorne stranice od 22. ožujka 2020. (Wayback Machine) Kolo br. 3/2008., Matica hrvatska